# Łańce
Łańce (niem. Lohnitz, daw. Łonice) – wieś w Polsce położona w województwie śląskim, w powiecie raciborskim, w gminie Kornowac.
W latach 1975–1998 miejscowość administracyjnie należała do województwa katowickiego.

## Części wsi
| SIMC    | Nazwa    | Rodzaj    |
| ------- | -------- | --------- |
| 0216415 | Podborek | część wsi |
| 0216421 | Wyględów | część wsi |

## Geografia
Miejscowość jest położona na terenie wyniesionym około 100 m ponad dolinę Odry, przez co ma charakter przepięknego, malowniczego punktu widokowego.
Według Słownika geograficznego Królestwa Polskiego wieś leży u źródeł strugi Suminy.
Do wsi należał niegdyś przysiółek Sikorzec.

## Historia
Nazwa miejscowości wywodzi się od łanu – miary obszaru ziemi nadawanej osadnikowi, który płacił czynsz.
Wioska wzmiankowana w 1454 i 1479 roku jako Lanczuow. W końcu XVII wieku właścicielem wsi został Jan Fryderyk Kotuliński, który zapisał klasztorowi ojców Franciszkanów znaczne fundacje i zobowiązał swoich potomków oraz przyszłych właścicieli do rocznych danin na rzecz wspólnoty zakonnej.

## Zabytki

### Kapliczka
Kapliczka – domkowa, zbudowana na początku XIX wieku na planie prostokąta z dwuspadowym dachem, z wieżyczką nakrytą stożkowatym dachem, który został zwieńczonym krzyżykiem.
Resztki zespołu dworsko–parkowego:
- dawny czworak,
- częściowo zburzony budynek gospodarczy,
- fragment zaniedbanego parku ze stawem.

W parku znajduje się aleja grabowa oraz pojedyncze okazy starych drzew (kasztanowców, lip drobnolistnych oraz buków).